# Black Widower
"Black Widower" är avsnitt 21 från säsong tre av Simpsons och sändes på Fox i USA den 9 april 1992. Avsnittet skrevs av Jon Vitti, Sam Simon och Thomas Chastain samt regisserades av David Silverman. Kelsey Grammer gästskådespelar som Sideshow Bob för andra gången. I avsnittet gifter sig Bob med Selma Bouvier. Bart tror att Bob planerar något kriminellt med giftermålet men kan inte komma på vad. Han upptäcker sen att Bob försöker döda Selma för att få hennes pengar men han lyckas stoppa planen och Bob åker in i fängelset. Avsnittet hamnade på plats 39 över mest sedda program under veckan.

## Handling
Familjen Simpson har en middag med Selma Bouviers nya pojkvän som visar sig vara Sideshow Bob. Bart och Lisa är rädda för honom och de berättar för Selma att han försökte sätta dit Krusty. Bob berättar då att Bart satte dit honom och han tackar honom för det. Han berättar för familjen hur han har förändrats och blivit kär i Selma under sin tid i fängelset. Alla i familjen utom Bart tror att Bob har förändrats. Efter att Krusty förlåter Bob i en TV-sänd direktsändning försöker Lisa övertala Bart att Bob har förändrats men han vägrar att ändra sig. Selma och Bob har en ny middag med familjen där han friar till henne och hon tackar ja trots Barts varningar. Under en av deras romantiska utflykter upptäcker Selma att Bob hatar MacGyver och hon funderar på att göra slut men efter att Homer kommer med tips till Bob vad han kan göra då hon ser på serien går de och gifter sig ändå. Selma och Bob planerar bröllopet där det kommer fram att Bob nästan inte har några pengar och han berättar för henne att han hoppas ingen tror att han gifter sig för pengarna. Då de funderar över vad de ska servera kommer det fram att Selma saknar luktsinne. De gifter sig och Selma berättar sitt löfte att hon lovar sin make att sluta röka utom efter MacGyver. Några dagar in på smekmånaden får familjen Simpson en film från smekmånaden där man får reda på att Bob blev arg över att deras första hotellrum saknade en gaseldad öppen spis. Bart börjar undra varför.
Under en av dagarna som de är på smekmånaden kommer Patty över till familjen Simpson för att kolla på MacGyver. Bart förstår då vad Bob planerar och berättar det för familjen som åker för att hämta Selma från hotellet innan hon dör. Bob är ute och dricker medan Selma kollar på MacGyver i hotellrummet när det blir en explosion från hotellrummet. Bob ser explosionen och kontaktar polisen och springer upp till rummet. Då han kommer in i rummet grips han av polisen och får reda på att Bart knäckte hans plan. Selma skiljer sig från Bob och Bart berättar för polischef Clancy Wiggum och Bob hur han knäckte planen så han berättar att han förstod att Selma skulle vara ensam i rummet och kolla på MacGyver och sen röka en cigarett men hon skulle inte känna doften av naturgas som Bob skulle släppt ut i rummet som har en tänd brasa. Bob frågar då varför rummet exploderade och Wiggum förklarar att de rökte en segercigarr efteråt och glömde gasen. Bob åker tillbaka till fängelset och han hotar att han kommer tillbaka då demokraterna är tillbaka vid makten. Selma är ledsen över att hon och alla andra gick på Bob. Marge påminner då att Bart inte gjorde det och de tackar honom och går hem.

## Produktion
"Black Widower" skrevs av Jon Vitti, Sam Simon och Thomas Chastain och regisserades av David Silverman. Personalen ville ha ett avsnitt som involverar ett mysterium. Sam Simon tog därför hjälp för Thomas Chastain för att komma på mysteriet. Flera ledtrådar placerades i avsnittet för att tittarna skulle kunna lista ut det själv. Författarna trodde att de skulle vinna en Edgar Award för avsnitt men de gjorde inte det.
Al Jean har jämfört Bobs karaktär i avsnittet till Gråben eftersom han är intelligent, men stoppades av vad som upplevs som en underlägsen intellekt. I avsnittet designade David Silverman om Sideshow Bob utseende. En av Bobs vänner från fängelset är Snake Jailbird som tidigare enbart kallats för sitt efternamn. Författarna gav honom i avsnittet förnamnet Snake eftersom han hade en tatuering på armen av en orm. Avsnittet var det andra med Kelsey Grammer som Sideshow Bob. Förra avsnittet var "Krusty Gets Busted", där Bart satte dit Bob för ett rån som Krusty vilket nämns i avsnittet. Grammer trodde första gången att han bara skulle medverka en gång och blev förvånad då de ville att han skulle vara med igen, därefter har han varit med flera gånger.

## Kulturella referenser
Avsnittet börjar med att hela familjen utom Marge kollar på en parodi av den tecknade serien Dinosaurier på TV. Avsnittet de såg var en parodi på den egna serien Simpsons och Bart påpekar i avsnittet att det är som att se sig själva på TV. Då Selma berättar för familjen att det är något störande om hennes nya pojkvän tror Lisa att han är Joseph Merrick. När Bob berättar om sin tid i fängelset plockar han upp skräp från vägbanan är det en referens till Rebell i bojor. Bob vann också en Daytime Emmy för "Best Supporting Performer in a Children's Program". I Selmas brev till Sideshow Bob berättar hon att han är fånge 24601, vilket är samma som Jean Valjean i Samhällets olycksbarn. Återföreningen mellan Krusty och Bob på en TV-sänd gala är en referens till en återförening mellan Jerry Lewis och Dean Martin. Logotypen under galan är en Al Hirschfeld-typisk karikatyr av Krusty.
Avsnittet var det andra där Patty och Selma hade MacGyver som idoler. När Sideshow Bob besöker hotellrummet efter explosionen är det en referens till Psycho. Musiken i scenen, skriven av kompositören Alf Clausen, är också en hänvisning till Psycho. I Barts berättelse hur han knäckte planen säger Homer "to the Simpsonmobile!" som en referens till Batman.

## Mottagande
Avsnittet hamnade på plats 39 över mest sedda program under veckan hos Nielsen ratings och blev det tredje mest sedda programmet på Fox under veckan. I Can't Believe It's a Bigger and Better Updated Unofficial Simpsons Guide har Warren Martyn skrivit att han anser avsnittet är fantastisk och han uppskattar Grammers arbete i avsnittet och även parodin på Dinosaurs och Bobs reaktion på MacGyver. Bill Gibron på DVD Verdict gav avsnittet 97 av 100 i betyg och kallar avsnittet utmärkt från början till slut. Nate Meyers från digitallyOBSESSED gav avsnittet betyg tre av fem och har sagt att avsnittet är inte en av de starkaste i serien och att kärlekshistorien mellan Bob och Selma aldrig verkade bli så bra som den skulle varit. Colin Jacobson på DVD Movie Guide anser att de sista avsnitten varje säsong brukar vara sämre än de första. Han anser att avsnittet är ett undantag och de flesta avsnitt med Sideshow Bob är ingen besvikelse. Hock Guan Teh från DVD Town gillar Grammers medverkan i avsnittet.